# IC 2216
IC 2216 је двојна звијезда у сазвјежђу Мали пас која се налази на листи објеката дубоког неба у Индекс каталогу.
Деклинација објекта је + 5° 36' 52" а ректасцензија 7h 59m 27,7s.